# Pinus densata
Pinus densata är en tallväxtart som beskrevs av Maxwell Tylden Masters. Pinus densata ingår i släktet tallar, och familjen tallväxter. IUCN kategoriserar arten globalt som livskraftig. Inga underarter finns listade i Catalogue of Life.

## Bildgalleri

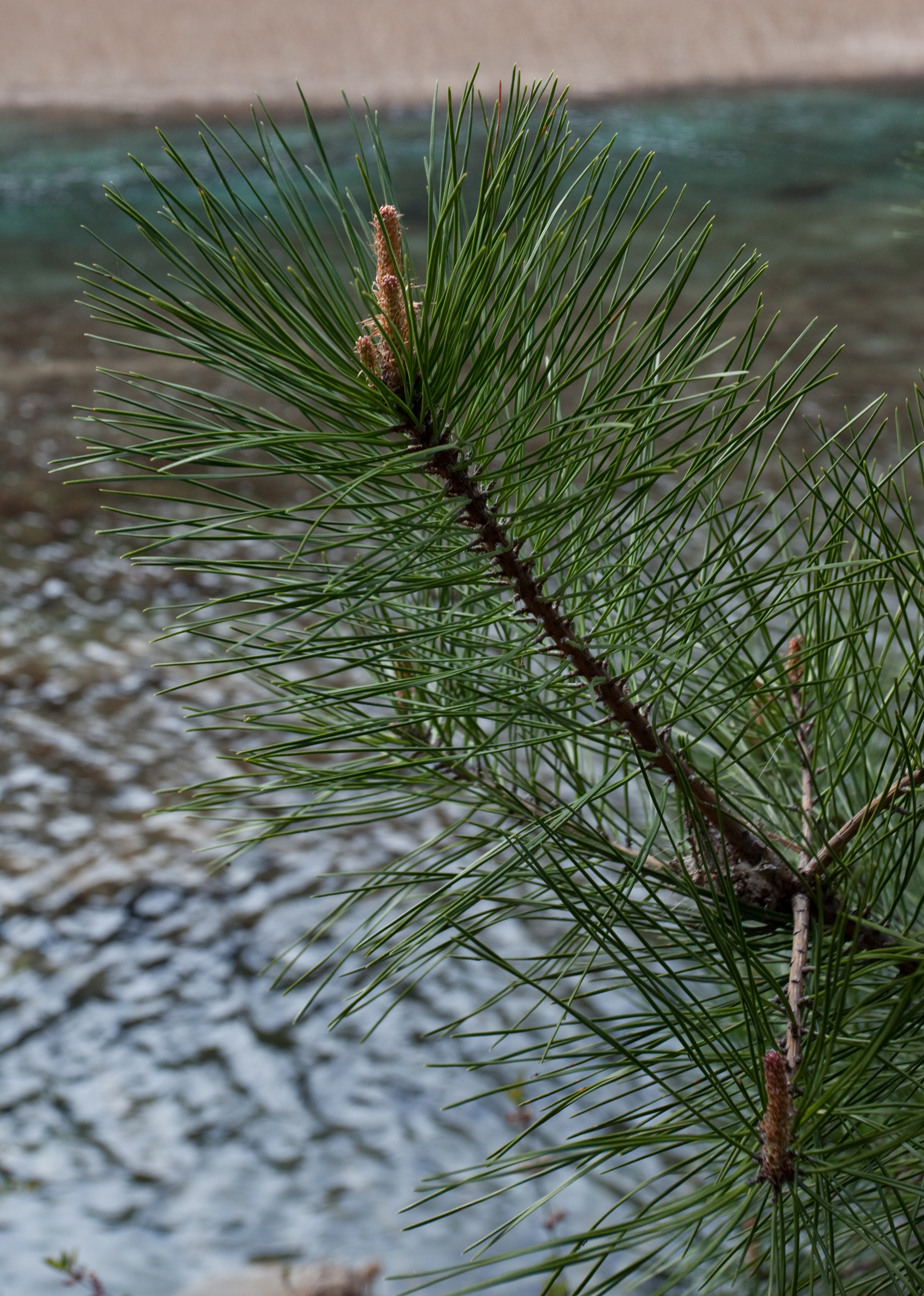